# José Lorenzo Sartori
José Lorenzo Sartori (* 24. Mai 1932 in Concepción del Uruguay; † 2. Oktober 2018 in Presidencia Roque Sáenz Peña) war ein argentinischer Geistlicher und römisch-katholischer Bischof von San Roque de Presidencia Roque Sáenz Peña.

## Leben
José Lorenzo Sartori empfing am 2. Dezember 1956 in der Kapelle des Villa Devoto Seminars in Buenos Aires die Priesterweihe durch Antonio Rocca, Weihbischof von Buenos Aires.
Papst Johannes Paul II. ernannte ihn am 27. August 1994 zum Bischof von San Roque de Presidencia Roque Sáenz Peña. Der Bischof von San Miguel, Abelardo Francisco Silva, spendete ihm am 19. November desselben Jahres in der Kathedrale von San Roque die Bischofsweihe; Mitkonsekratoren waren Ítalo Severino Di Stéfano, Erzbischof von San Juan de Cuyo, und Dante Carlos Sandrelli, Bischof von Formosa. Sein Bischofsmotto war „Im Namen des Vaters, des Sohnes und des Heiligen Geistes“.
Am 22. April 2008 nahm Papst Benedikt XVI. sein altersbedingtes Rücktrittsgesuch an.